# Mustafa Suphi
Mustafa Suphi (Giresun, 1883 - Mar Negre, 28/29 de gener de 1921) fou un jurista, periodista i polític comunista turc en els temps otomans.

## Biografia
Mustafa Suphi va néixer el 1883 a la ciutat de Giresun, a l'Imperi Otomà, actualment situada a Turquia. Va ser educat a Jerusalem, Damasc i Erzurum, abans d'assistir al Liceu de Galatasaray. Va estudiar Ciències polítiques a París, on també va ser corresponsal del diari turc Tanin. Va tornar a Turquia el 1910, on va editar el diari Ifham. També va donar lliçons de Dret i Economia. L'any 1913 va ser acusat d'haver participat en l'assassinat de Mahmut Şevket Paixà i condemnat a quinze anys d'exili a Sinope. Allà va contribuir amb articles sobre filosofia occidental a les publicacions periòdiques Ictiha i Hak. No obstant això, l'any 1914 es va escapar i va fugir a Rússia, on, després de l'esclat de la Primera Guerra Mundial, les autoritats russes el va considerar com un presoner de guerra i el van enviar a l'exili a la regió dels Urals.

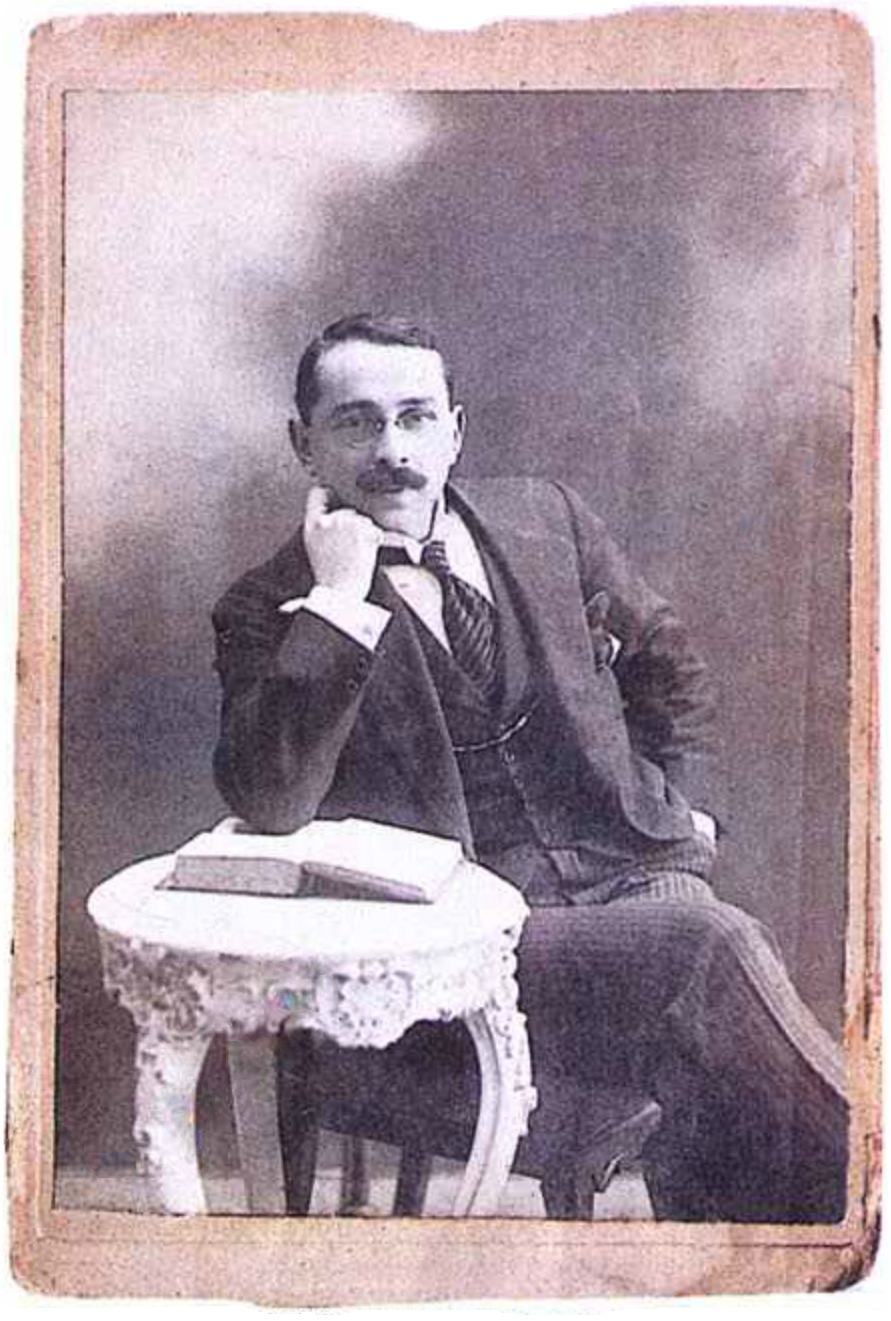
Mustafa Suphi

El 1915, mentre vivia als Urals, es va unir als bolxevics. El juliol de 1918, va ajudar a organitzar el Congrés dels turcs socialistes d'esquerra, que es va celebrar a Moscou, i al novembre va començar a estar involucrat al Muskom. També va ser escollit membre del comitè central del sector de Tots els Treballadors Musulmans de Rússia (Narkomnats). Va actuar com a secretari de Mirsäyet Soltanğäliev. Va ser president de la secció turca del Buró de Publicitat Oriental, i el 1919 va assistir al Primer Congrés de la Tercera Internacional com a delegat de Turquia. Aquest any també va fundar Yeni Dünya ("Nou Món"), que ell utilitza per popularitzar les bases del socialisme científic entre els presoners de guerra turcs.
En el Primer Congrés del Partit Comunista de Turquia, que es va celebrar a Bakú el 10 de setembre de 1920, va sortir elegit president i se'n va anar a Anatòlia. Va ser un dels 15 comunistes que va anar a Turquia per unir-se a la Guerra d'independència turca. Després de trobar-se amb hostilitats a Erzurum, van intentar de tornar a Bakú. No obstant això, van ser assassinats per un mariner a la mar Negra, Yahya, després de salpar de Trebisonda la nit del 28 de gener de 1921. Altres fonts apunten que l'assassinat es va cometre el 29 de gener de 1921. Pel que fa als autors materials, algunes hipòtesis assenyalen a un grup de partidaris d'Enver Paşa de Trebisonda, pel que sembla a causa de la por per les activitats polítiques de Suphi a Moscou poguessin exposar als plans d'Enver i la seva intenció, en última instància, d'utilitzar els bolxevics per recuperar el poder a Turquia una vegada van ser derrotats els nacionalistes.